# Правий міністр

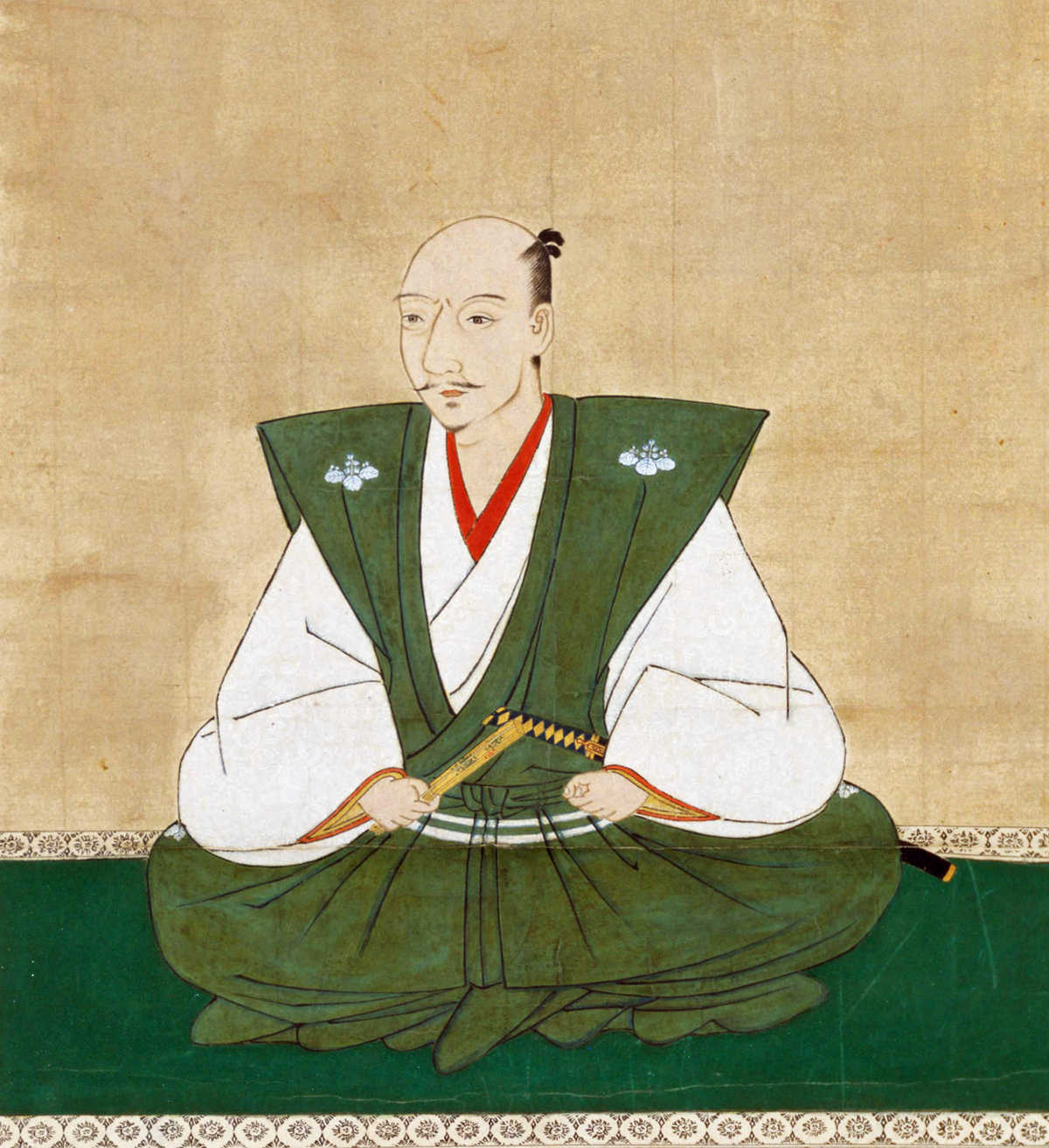
Ода Нобунаґа, правий міністр у 1577-1578 рр.

Пра́вий міні́стр (яп. 【右大臣】 う-だいじん, у-дайджін) — посада в імператорському уряді Японії VII — XIX століття. Державний міністр (омі). Член Великої державної ради. Керував державними справами. В придворній ієрархії був нижче великого державного міністра і лівого міністра. У чиновницькому табелі про ранги мав 2-й старший або молодший ранги. У 1869—1885 роках — один з голів Верховної державної ради в «системі Дайдзьокан»  в часи реставрації Мейджі; керував державними справами, був радником імператора.

## Назви
- Міґі-но-оїмо-учіґімі, міґі-но-отодо 【右大臣】
- У-фу 【右府】
- У-шьоджьо (右丞相)
- Убокуя (右僕射)

## Список
- 1553—1554: Коное Сакіхіса
- 1577—1578: Ода Нобунаґа